# Duitsland op de Olympische Zomerspelen 2012
Duitsland nam deel aan de Olympische Zomerspelen 2012 in Londen, Verenigd Koninkrijk.

## Medailleoverzicht
| Sport        | Olympiër | Onderdeel                | Medaille |
| ------------ | --- | ------------------------ | -------- |
| Atletiek     | Robert Harting | discuswerpen (m)         | Goud     |
| Hockey       | Oskar Deecke Thilo Stralkowski Florian Fuchs Max Weinhold Moritz Fürste Benjamin Weß Martin Häner Timo Weß Tobias Hauke Christopher Wesley Oliver Korn Matthias Witthaus Maximilian Müller Christopher Zeller Jan-Philipp Rabente Philipp Zeller | Mannen                   | Goud     |
| Kanovaren    | Sebastian Brendel | C-1 1000m (m)            | Goud     |
| Kanovaren    | Peter Kretschmer Kurt Kuschela | C-2 1000m (v)            | Goud     |
| Kanovaren    | Franziska Weber Tina Dietze | K-4 500m (v)             | Goud     |
| Paardensport | Sandra Auffarth Michael Jung Ingrid Klimke Dirk Schrade Peter Thomsen | Eventing team            | Goud     |
| Paardensport | Michael Jung | Eventing individueel     | Goud     |
| Roeien       | Filip Adamski Andreas Kuffner Eric Johannesen Maximilian Reinelt Richard Schmidt Lukas Müller Florian Mennigen Kristof Wilke Martin Sauer | Acht (m)                 | Goud     |
| Roeien       | Karl Schulze Philipp Wende Lauritz Schoof Tim Grohmann | dubbel-vier (m)          | Goud     |
| Volleybal    | Julius Brink Jonas Reckermann | Beach (m)                | Goud     |
| Wielersport  | Kristina Vogel Miriam Welte | Teamsprint (v)           | Goud     |
|              | |                          |          |
| Atletiek     | David Storl | Kogelstoten (m)          | Zilver   |
| Atletiek     | Lilli Schwarzkopf | Zevenkamp (v)            | Zilver   |
| Atletiek     | Christina Obergföll | Speerwerpen (v)          | Zilver   |
| Atletiek     | Björn Otto | Polsstokhoogspringen (m) | Zilver   |
| Gymnastiek   | Marcel Nguyen | Meerkamp individueel (m) | Zilver   |
| Gymnastiek   | Marcel Nguyen | Brug (m)                 | Zilver   |
| Gymnastiek   | Fabian Hambüchen | Rekstok (m)              | Zilver   |
| Judo         | Ole Bischof | -81kg (m)                | Zilver   |
| Judo         | Kerstin Thiele | -70kg (v)                | Zilver   |
| Kanovaren    | Sideris Tasiadis | C-1 slalom (m)           | Zilver   |
| Kanovaren    | Carolin Leonhardt Franziska Weber Katrin Wagner-Augustin Tina Dietze | K-4 500m (v)             | Zilver   |
| Paardensport | Helen Langehanenberg Dorothee Schneider Kristina Sprehe | Dressuur (team)          | Zilver   |
| Roeien       | Annekatrin Thiele Carina Bär Britta Oppelt | Dubbel-vier (m)          | Zilver   |
| Schermen     | Britta Heidemann | Degen (v)                | Zilver   |
| Wielersport  | Judith Arndt | Individuele tijdrit (v)  | Zilver   |
| Wielersport  | Tony Martin | Individuele tijdrit (m)  | Zilver   |
| Wielersport  | Maximilian Levy | Keirin (m)               | Zilver   |
| Wielersport  | Sabine Spitz | Mountainbike (v)         | Zilver   |
| Zwemmen      | Thomas Lurz | 10km open water (m)      | Zilver   |
|              | |                          |          |
| Atletiek     | Linda Stahl | Speerwerpen (v)          | Brons    |
| Atletiek     | Betty Heidler | Kogelstoten (v)          | Brons    |
| Atletiek     | Raphael Holzdeppe | Polsstokhoogspringen (m) | Brons    |
| Judo         | Dimitri Peters | -100kg (m)               | Brons    |
| Judo         | Andreas Tölzer | +100kg (m)               | Brons    |
| Kanovaren    | Hannes Aigner | K-1 slalom (m)           | Brons    |
| Kanovaren    | Max Hoff | K-1 1000m (m)            | Brons    |
| Kanovaren    | Martin Hollstein Andreas Ihle | K-2 1000m (m)            | Brons    |
| Paardensport | Sandra Auffarth | Eventing (individueel)   | Brons    |
| Schermen     | Sebastian Bachmann Peter Joppich Benjamin Kleibrink André Weßels | Floret team (m)          | Brons    |
| Tafeltennis  | Dimitrij Ovtcharov | Enkelspel (m)            | Brons    |
| Tafeltennis  | Timo Boll Dimitrij Ovtcharov Bastian Steger | Team (m)                 | Brons    |
| Taekwondo    | Helena Fromm | -67kg (v)                | Brons    |
| Wielersport  | René Enders Maximilian Levy Robert Förstemann | Teamsprint (m)           | Brons    |

## Deelnemers en resultaten
(m) = mannen, (v) = vrouwen

### Atletiek
| Olympiër                                                                                 | Onderdeel                | Resultaat | Prestatie                                                    |
| ---------------------------------------------------------------------------------------- | ------------------------ | --------- | ------------------------------------------------------------ |
| Sören Ludolph                                                                            | 800m (m)                 | 40e       | serie 3: 7de in 1.48,57                                      |
| Carsten Schlangen                                                                        | 1500m (m)                | 16e       | serie 3: 6de in 3.41,51 halve finale 2: 11de in 3.38,23      |
| Arne Gabius                                                                              | 5000m (m)                | 20e       | serie 1: 7de in 13.28,01                                     |
| Erik Balnuweit                                                                           | 110m horden (m)          | 37e       | serie 3: 6de in 13,77                                        |
| Matthias Bühler                                                                          | 110m horden (m)          | 31e       | serie 1: 6de in 13,68                                        |
| Alexander John                                                                           | 110m horden (m)          | 29e       | serie 4: 6de in 13,67                                        |
| Silvio Schirrmeister                                                                     | 400m horden (m)          | 30e       | serie 5: 4de in 50,21                                        |
| Steffen Uliczka                                                                          | 3000m steeplechase (m)   | 33e       | serie 1: 13de in 8.41,08                                     |
| Lucas Jakubczyk Martin Keller Sven Knipphals Alexander Kosenkow Julian Reus Tobias Unger | 4x100m (m)               | 11e       | serie 2: 7de in 38,37                                        |
| Eric Krüger Jonas Plass Thomas Schneider Niklas Zender Kamghe Gaba                       | 4x400m (m)               | 11e       | serie 1: 6de in 3.03,50                                      |
| André Höhne                                                                              | 20km snelwandelen (m)    | 21e       | 1:22.02                                                      |
| André Höhne                                                                              | 50km snelwandelen (m)    | 11e       | 3:44.26                                                      |
| Christopher Linke                                                                        | 50km snelwandelen (m)    | 24e       | 3:49.19                                                      |
| Sebastian Bayer                                                                          | Verspringen (m)          | 5e        | kwalificatie groep B: 4de met 7,92m finale: 5de met 8,10m    |
| Alyn Camara                                                                              | Verspringen (m)          | 22e       | kwalificatie groep A: 13de met 7,72m                         |
| Christian Reif                                                                           | Verspringen (m)          | 13e       | kwalificatie groep A: 9de met 7,92m                          |
| Raphael Holzdeppe                                                                        | Polsstokhoogspringen (m) | Brons     | kwalificatie groep B: 1ste met 5,65m finale: 3de met 5,91m   |
| Malte Mohr                                                                               | Polsstokhoogspringen (m) | 9e        | kwalificatie groep A: 5de met 5,50m finale: 9de met 5,50m    |
| Björn Otto                                                                               | Polsstokhoogspringen (m) | Zilver    | kwalificatie groep A: 5de met 5,50m finale: 2de met 5,91m    |
| Ralf Bartels                                                                             | Kogelstoten (m)          | 16e       | kwalificatie groep B: 7de met 20,00m                         |
| David Storl                                                                              | Kogelstoten (m)          | Zilver    | kwalificatie groep A: 1ste met 21,15m finale: 2de met 21,86m |
| Robert Harting                                                                           | Discuswerpen (m)         | Goud      | kwalificatie groep B: 2de met 66,22m finale: 1ste met 68,27m |
| Markus Münch                                                                             | Discuswerpen (m)         | 30e       | kwalificatie groep A: 14de met 59,95m                        |
| Martin Wierig                                                                            | Discuswerpen (m)         | 6e        | kwalificatie groep B: 5de met 64,13m finale: 6de met 65,85m  |
| Tino Häber                                                                               | Speerwerpen (m)          | 8e        | kwalificatie groep A: 5de met 80,39m finale: 8ste met 81,21m |
| Matthias de Zordo                                                                        | Speerwerpen (m)          | DNF       | kwalificatie groep B: geen geldige worp                      |
| Pascal Behrenbruch                                                                       | Tienkamp (m)             | 10e       | 8126 punten                                                  |
| Rico Freimuth                                                                            | Tienkamp (m)             | 6e        | 8320 punten                                                  |
| Jan Felix Knobel                                                                         | Tienkamp (m)             | DNF       | niet gefinisht                                               |
|                                                                                          |                          |           |                                                              |
| Tatjana Pinto                                                                            | 100m (v)                 | 30e       | serie 4: 4de in 11,39                                        |
| Verena Sailer                                                                            | 100m (v)                 | 15e       | serie 1: 3de in 11,12 halve finale: 6e in 11,25              |
| Corinna Harrer                                                                           | 1500m (v)                | 17e       | serie 1: 10de in 4.07,83 halve finale 1: 5de in 4.05,70      |
| Sabrina Mockenhaupt                                                                      | 10000m (v)               | 17e       | 31.50,35                                                     |
| Carolin Nytra                                                                            | 100m horden (v)          | 21e       | serie 5: 3de in 13,30 halve finale 1: 7de in 13,31           |
| Cindy Roleder                                                                            | 100m horden (v)          | 18e       | serie 3: 4de in 13,06 halve finale 3: 7de in 13,02           |
| Gesa Felicitas Krause                                                                    | 3000m steeplechase (v)   | 7e        | serie 1: 1ste in 9.24,91 finale: 7de in 9.23,52              |
| Antje Möldner-Schmidt                                                                    | 3000m steeplechase (v)   | 6e        | serie 3: 4de in 9.26,57 finale 6de in 9.21,78                |
| Anne Cibis Leena Günther Yasmin Kwadwo Tatjana Pinto Verena Sailer Marion Wagner         | 4x100m (v)               | 5e        | serie 2: 3de in 42,69 finale: 5de in 42,67                   |
| Christiane Klopsch Fabienne Kohlmann Janin Lindenberg Maral Feizbakhsh Esther Cremer     | 4x400m (v)               | 14e       | serie 1: 8ste in 3.31,06                                     |
| Susanne Hahn                                                                             | Marathon (v)             | 32e       | 2:30.22                                                      |
| Irina Mikitenko                                                                          | Marathon (v)             | 14e       | 2:26.44                                                      |
| Sabine Krantz                                                                            | 20km snelwandelen (v)    | DNF       | niet gefinisht                                               |
| Melanie Seeger                                                                           | 20km snelwandelen (v)    | 19e       | 1:30.44                                                      |
| Sosthene Moguenara                                                                       | Verspringen (v)          | 21e       | kwalificatie groep B: 10de met 6,23m                         |
| Ariane Friedrich                                                                         | Hoogspringen (v)         | 14e       | kwalificatie groep A: 8ste met 1,93m                         |
| Lisa Ryzih                                                                               | Polsstokhoogspringen (v) | 6e        | kwalificatie groep A: 3de met 4,55m finale: 6de met 4,45m    |
| Silke Spiegelburg                                                                        | Polsstokhoogspringen (v) | 4e        | kwalificatie groep B: 3de met 4,55m finale: 4de met 4,65m    |
| Martina Strutz                                                                           | Polsstokhoogspringen (v) | 5e        | kwalificatie groep A: 4de met 4,55m finale: 5de met 4,55m    |
| Nadine Kleinert                                                                          | Kogelstoten (v)          | 13e       | kwalificatie groep B: 7de met 18,36m                         |
| Christina Schwanitz                                                                      | Kogelstoten (v)          | 10e       | kwalificatie groep A: 4de met 18,62m finale: 10de met 18,47m |
| Josephine Terlecki                                                                       | Kogelstoten (v)          | 19e       | kwalificatie groep A: 8ste met 17,78m                        |
| Julia Fischer                                                                            | Discuswerpen (v)         | 20e       | kwalificatie groep A: 9de met 60,23m                         |
| Nadine Müller                                                                            | Discuswerpen (v)         | 5e        | kwalificatie groep B: 1ste met 65,89m finale: 5de met 65,94m |
| Anna Rüh                                                                                 | Discuswerpen (v)         | 10e       | kwalificatie groep B: 4de met 62,98m finale: 10de met 61,36m |
| Katharina Molitor                                                                        | Speerwerpen (v)          | 6e        | kwalificatie groep B: 4de met 62,05m finale: 6de met 62,89m  |
| Christina Obergföll                                                                      | Speerwerpen (v)          | Zilver    | kwalificatie groep A: 2de met 66,14m finale: 2de met 65,16m  |
| Linda Stahl                                                                              | Speerwerpen (v)          | Brons     | kwalificatie groep A: 3de met 64,78m finale: 3de met 64,91m  |
| Betty Heidler                                                                            | Kogelslingeren (v)       | Brons     | kwalificatie groep A: 2de met 74,44m finale: 3de met 77,13m  |
| Kathrin Klaas                                                                            | Kogelslingeren (v)       | 5e        | kwalificatie groep B: 2de met 74,14m finale: 5de met 76,05m  |
| Julia Mächtig                                                                            | Zevenkamp (v)            | 31e       | 5338 punten                                                  |
| Jennifer Oeser                                                                           | Zevenkamp (v)            | 30e       | 5455 punten                                                  |
| Lilli Schwarzkopf                                                                        | Zevenkamp (v)            | Zilver    | 6649 punten                                                  |

### Badminton
| Olympiër                            | Onderdeel      | Resultaat | Prestatie |
| ----------------------------------- | -------------- | --------- | --- |
| Marc Zwiebler                       | enkelspel (m)  | 9e        | groep K: 1ste W van MDV Rasheed: 21-9,21-6 W van UKR Zavadsky: 17-21,21-10,21-16 2de ronde: V van CHN Chen: 21-19,12-21,9-21                                                             |
| Ingo Kindervater Johannes Schöttler | dubbelspel (m) | 9e        | groep A: 3de V van CHN Cai/Fu: 20-22,16-21 V van TPE Fang/Lee: 15-21,16-21 W van AUS Smith/Warfe: 21-13,21-14                                                                            |
|                                     |                |           | |
| Juliane Schenk                      | enkelspel (v)  | 9e        | groep N: 1ste W van UKR Griga: 21-12,21-14 W van CZE GAvnholt: 21-18,21-14 2de ronde: V van THA Inthanon: 16-21,15-21                                                                    |
|                                     |                |           | |
| Birgit Michels Michael Fuchs        | dubbelspel (g) | 5e        | groep A: 2de V van CHN Zhang/Zhao: 6-21,7-21 W van RUS Nikolaenko/Sorokina: 21-18,12-21,21-19 W van GBR Adcock/Bankier: 11-21,21-17,21-14 kwartfinale V van INA Ahmad/Natsir: 15-21,9-21 |

### Boksen
| Olympiër         | Onderdeel | Resultaat | Prestatie |
| ---------------- | --------- | --------- | --- |
| Patrick Wojcicki | -69kg (m) | 17e       | 1ste ronde: V van FRA Vastine: 12-16                                                                         |
| Stefan Härtel    | -75kg (m) | 5e        | 1ste ronde: W van PUR Collazo: 18-10 2de ronde: W van IRL O'Neill: 19-12 kwartfinale: V van GBR Ogogo: 10-15 |
| Enrico Kölling   | -81kg (m) | 9e        | 1ste ronde: W van CMR Adjoufack: 15-6 2de ronde: V van ALG Benchabla: 9-12                                   |
| Eric Pfeifer     | -91kg (m) | 9e        | 1ste ronde: V van KAZ Dychko: 4-14                                                                           |

### Boogschieten
| Olympiër      | Onderdeel       | Resultaat | Prestatie                                                                                            |
| ------------- | --------------- | --------- | --- |
| Camilo Mayr   | individueel (m) | 33e       | plaatsingsronde: 52ste met 653 punten 1ste ronde: V van CHN Xing: 0-6                                |
|               |                 |           | |
| Elena Richter | individueel (v) | 17e       | plaatsingsronde: 30ste met 642 punten 1ste ronde: W van DEN Jager: 6-5 2de ronde: V van TPE Tan: 2-6 |

### Gewichtheffen
| Jürgen Spieß     | -105kg (m) | 9e  | trekken: 10de met 172kg stoten: 9de met 202kg totaal: 374kg |  |  |
| Matthias Steiner | +105kg (m) | DNF | trekken: 7de met 192kg stoten: geen geldige poging          |  |  |
| Almir Velagic    | +105kg (m) | 8e  | trekken: 7de met 192kg stoten: 7de met 234kg totaal: 426kg  |  |  |
|                  |            |     |                                                             |  |  |
| Julia Rhode      | -53kg (v)  | 11e | trekken: 10de met 85kg stoten: 11de met 108kg totaal: 193kg |  |  |
| Christin Ulrich  | -58kg (v)  | 13e | trekken: 14de met 93kg stoten: 13de met 114kg totaal: 207kg |  |  |

### Gymnastiek
| Olympiër                                                                               | Onderdeel                | Resultaat | Prestatie |
| Turnen                                                                                 | Turnen                   | Turnen    | Turnen |
| -------------------------------------------------------------------------------------- | ------------------------ | --------- | --- |
| Marcel Nguyen                                                                          | brug (m)                 | Zilver    | kwalificatie: 6de met 15,525 punten finale: 2de met 15,800 punten |
| Fabian Hambüchen                                                                       | rekstok (m)              | Zilver    | kwalificatie: 4de met 15,633 punten finale: 2de met 16,400 punten |
| Marcel Nguyen                                                                          | vloer (m)                | 8e        | kwalificatie: 7de met 15,433 punten finale: 8ste met 14,966 punten |
| Fabian Hambüchen                                                                       | meerkamp individueel (m) | 15e       | kwalificatie: vloer: 15,133 punten paard met bogen: 14,100 punten ringen: 14,766 punten sprong: 15,833 punten brug met gelijke leggers: 15,300 punten rekstok: 15,633 punten totaal: 3de met 90,765 punten finale: vloer: 15,200 punten paard met bogen: 13,266 punten ringen: 14,800 punten sprong: 14,766 punten brug met gelijke leggers: 15,400 punten rekstok: 14,333 punten totaal: 15de met 87,765 punten |
| Philipp Boy                                                                            | meerkamp individueel (m) | 17e       | kwalificatie: vloer: 14,766 punten paard met bogen: 14,333 punten ringen: 14,166 punten sprong: 15,700 punten brug met gelijke leggers: 14,933 punten rekstok: 13,800 punten totaal: 17de met 87,698 punten (*) |
| Marcel Nguyen                                                                          | meerkamp individueel (m) | Zilver    | kwalificatie: vloer: 15,433 punten paard met bogen: 13,900 punten ringen: 15,100 punten sprong: 14,875 punten brug met gelijke leggers: 15,525 punten rekstok: 15 punten totaal: 7de met 89,833 punten finale: vloer: 15,300 punten paard met bogen: 13,666 punten ringen: 15,666 punten sprong: 15,666 punten brug met gelijke leggers: 15,833 punten rekstok: 15,833 punten totaal: 2de met 91,031 punten      |
| Fabian Hambüchen Philipp Boy Marcel Nguyen Sebastian Krimmer Andreas Toba              | meerkamp team (m)        | 7e        | kwalificatie: 4de met 270,888 punten finale: 7de met 268,019 punten |
|                                                                                        |                          |           | |
| Elisabeth Seitz                                                                        | brug (v)                 | 6e        | kwalificatie: 7de met 15,166 punten finale: 6de met 15,266 punten |
| Janine Berger                                                                          | sprong (v)               | 4e        | kwalificatie: 6de met 14,483 punten finale: 4de met 15,016 punten |
| Oksana Tsjoesovitina                                                                   | sprong (v)               | 5e        | kwalificatie: 4de met 14,808 punten finale: 5de met 14,783 punten |
| Elisabeth Seitz                                                                        | meerkamp individueel (v) | 10e       | kwalificatie: vloer: 13,800 punten sprong: 14,800 punten brug met ongelijke leggers: 15,166 punten balk: 12,700 punten totaal: 14de met 56,466 punten finale: vloer: 13,633 punten sprong: 14,766 punten brug met ongelijke leggers: 15,166 punten balk: 13,800 punten totaal: 10de met 57,365 punten |
| Nadine Jarosh                                                                          | meerkamp individueel (v) | 32e       | kwalificatie: vloer: 13,300 punten sprong: 12,866 punten brug met ongelijke leggers: 13,866 punten balk: 12,933 punten totaal: 32ste met 52,965 punten |
| Elisabeth Seitz Nadine Jarosch Kim Bui Oksana Tsjoesovitina Janine Berger              | meerkamp team (v)        | 9e        | kwalificatie: 9de met 167,331 punten |
| Trampoline                                                                             |                          |           | |
| Henrik Stehlik                                                                         | mannen                   | 9e        | kwalificatie: 9de met 106,065 punten |
|                                                                                        |                          |           | |
| Anna Dogonadze                                                                         | vrouwen                  | 10e       | kwalificatie: 10de met 100,370 punten |
| Ritmische gymnastiek                                                                   |                          |           | |
| Jana Berezko-Marggrander                                                               | individueel (v)          | 17e       | kwalificatie: 17de hoepel: 26,300 punten bal: 26,575 punten knots: 27,325 punten lint: 24,900 punten totaal: 105,100 punten |
| Mira Bimperling Cathrin Puhl Nicole Müller Camilla Pfeffer Sara Radman Regina Sergeeva | team (v)                 | 10e       | kwalificatie: 10de 5 ballen: 24,500 punten 3 linten, 2 hoepels: 25,150 punten totaal: 49,650 punten |

(*) normaal was deze notering genoeg voor de finale, maar het reglement zegt dat er maar 2 atleten per land mogen deelnemen aan de finale.

### Hockey

#### Mannen
| Olympiër | Onderdeel | Resultaat | Prestatie |
| --- | --------- | --------- | --- |
| Max Weinhold Oskar Deecke Florian Fuchs Moritz Fürste Martin Häner Tobias Hauke Oliver Korn Maximilian Müller Jan-Philipp Rabente Thilo Stralkowski Christopher Wesley Benjamin Weß Timo Weß Matthias Witthaus Christopher Zeller Philipp Zeller | mannen    | Goud      | groep A: 2de W van België: 2-1 W van Zuid-Korea: 1-0 W van India: 5-2 V van Nederland: 1-3 G van Nieuw-Zeeland: 5-5 halve finale: W van Australië: 4-2 finale: W van Nederland: 2-1 |

| Groep A |               |             |             |             |             |            |            |            |        |
| #       | Land          | Wedstrijden | Wedstrijden | Wedstrijden | Wedstrijden | Doelpunten | Doelpunten | Doelpunten | Punten |
| #       | Land          | G           | W           | G           | V           | V          | T          | Saldo      | Punten |
| 1       | Nederland     | 5           | 5           | 0           | 0           | 18         | 7          | +11        | 15     |
| 2       | Duitsland     | 5           | 3           | 1           | 1           | 14         | 11         | +3         | 1      |
| 3       | België        | 5           | 2           | 1           | 2           | 8          | 7          | +1         | 7      |
| 4       | Zuid-Korea    | 5           | 2           | 0           | 3           | 9          | 8          | +1         | 6      |
| 5       | Nieuw-Zeeland | 5           | 1           | 2           | 2           | 10         | 14         | -4         | 5      |
| 6       | India         | 5           | 0           | 0           | 5           | 6          | 18         | -12        | 0      |

| Ronde        | Datum  | Plaats     | Land | Score         | Land |
| ------------ | ------ | ---------- | ---- | ------------- | ---- |
| Groepsfase   |        |            |      |               |      |
| 30 juli      | Londen | Duitsland  | 2-1  | België        |      |
| 1 augustus   | Londen | Zuid-Korea | 0-1  | Duitsland     |      |
| 3 augustus   | Londen | Duitsland  | 5-2  | India         |      |
| 5 augustus   | Londen | Nederland  | 3-1  | Duitsland     |      |
| 7 augustus   | Londen | Duitsland  | 5-5  | Nieuw-Zeeland |      |
| Halve finale |        |            |      |               |      |
| 9 augustus   | Londen | Australië  | 2-4  | Duitsland     |      |
| Finale       |        |            |      |               |      |
| 11 augustus  | Londen | Duitsland  | 2-1  | Nederland     |      |

#### Vrouwen
| Olympiër | Onderdeel | Resultaat | Prestatie |
| --- | --------- | --------- | --- |
| Yvonne Frank Anke Brockmann Lisa Hahn Kristina Hillmann Mandy Haase Nina Hasselmann Natascha Keller Marie Mävers Julia Müller Janne Müller-Wieland Katharina Otte Jennifer Plass Fanny Rinne Christina Schütze Maike Stöckel Celine Wilde | vrouwen   | 7e        | groepsfase: W van Verenigde Staten: 1-1 V van Australië: 1-3 W van Zuid-Afrika: 2-0 V van Argentinië: 1-3 G van Nieuw-Zeeland: 0-0 7-8ste plek: W van Zuid-Korea: 4-1 |

| Groep B |                  |             |             |             |             |            |            |            |        |
| #       | Land             | Wedstrijden | Wedstrijden | Wedstrijden | Wedstrijden | Doelpunten | Doelpunten | Doelpunten | Punten |
| #       | Land             | G           | W           | G           | V           | V          | T          | Saldo      | Punten |
| 1       | Argentinië       | 5           | 3           | 1           | 1           | 12         | 4          | +8         | 10     |
| 2       | Nieuw-Zeeland    | 5           | 3           | 1           | 1           | 9          | 5          | +4         | 10     |
| 3       | Australië        | 5           | 3           | 1           | 1           | 5          | 2          | +3         | 10     |
| 4       | Duitsland        | 5           | 2           | 1           | 2           | 6          | 7          | -1         | 7      |
| 5       | Zuid-Afrika      | 5           | 1           | 0           | 4           | 9          | 14         | -5         | 3      |
| 6       | Verenigde Staten | 5           | 1           | 0           | 4           | 4          | 13         | -9         | 3      |

| Ronde       | Datum  | Plaats        | Land | Score            | Land |
| ----------- | ------ | ------------- | ---- | ---------------- | ---- |
| Groepsfase  |        |               |      |                  |      |
| 29 juli     | Londen | Duitsland     | 2-1  | Verenigde Staten |      |
| 31 juli     | Londen | Duitsland     | 1-3  | Australië        |      |
| 2 augustus  | Londen | Zuid-Afrika   | 0-2  | Duitsland        |      |
| 4 augustus  | Londen | Duitsland     | 1-3  | Argentinië       |      |
| 6 augustus  | Londen | Nieuw-Zeeland | 0-0  | Duitsland        |      |
| 7-8ste plek |        |               |      |                  |      |
| 8 augustus  | Londen | Zuid-Korea    | 1-4  | Duitsland        |      |

### Judo
| Olympiër           | Onderdeel   | Resultaat | Prestatie |
| ------------------ | ----------- | --------- | --- |
| Tobias Englmaier   | -60kg (m)   | 33e       | 1ste ronde: V van ARM Davtyan: ippon |
| Christopher Völk   | -73kg (m)   | 17e       | 1ste ronde: 2de ronde: V van MGL Nyam-Ochir: ippon |
| Ole Bischof        | -81kg (m)   | Zilver    | 1ste ronde: vrij 2de ronde: W van ITA Ciano: waza-ari 3de ronde: W van KAZ Bozbayev: ippon kwartfinale: W van JPN Nakai: ippon halve finale: W van USA Stevens: jury-beslissing finale: V van KOR Kim: yuko      |
| Christophe Lambert | -90kg (m)   | 17e       | 1ste ronde: V van AZE Mammadov: waza-ari |
| Dimitri Peters     | -100kg (m)  | Brons     | 1ste ronde: W van ISR Ze'evi: ippon 2de ronde: W van LAT Borodavko: yuko kwartfinale: W van NED Grol: waza-ari halve finale: V van RUS Chajboelajev: jury-beslissing bronzen finale: W van UZB Sayidov: waza-ari |
| Andreas Tölzer     | +100kg (m)) | Brons     | 1ste ronde: W van GEO Okruashvili: waza-ari 2de ronde: W van ROU Simionescu: ippon kwartfinale: W van HUN Bor: yuko halve finale: V van RUS Mikhaylin: yuko bronzen finale: W van BLR Makarov: ippon             |
|                    |             |           | |
| Romy Tarangul      | -52kg (v)   | 5e        | 1ste ronde: W van RUS Koezjoetina: yuko kwartfinale: V van ITA Forciniti: yuko |
| Myriam Roper       | -57kg (v)   | 9e        | 1ste ronde: vrij 2de ronde: V van BRA Silva: yuko |
| Claudia Malzahn    | -63kg (v)   | 9e        | 1ste ronde: vrij 2de ronde: V van SLO Zolnir: ippon |
| Kerstin Thiele     | -70kg (v)   | Zilver    | 1ste ronde: W van NZL de Villiers: yuko 2de ronde: W van HUN Mészaros: jury-beslissing kwartfinale: W van NED Bosch: waza-ari halve finale: W van CHN Chen: jury-beslissing finale: V van FRA Décosse: waza-ari  |
| Heide Wollert      | -78kg (v)   | 9e        | 1ste ronde: vrij 2de ronde: V van POL Pogorzelec: waza-ari |

### Kanovaren
| Olympiër                                                             | Onderdeel     | Resultaat | Prestatie                                                                             |
| Slalom                                                               | Slalom        | Slalom    | Slalom                                                                                |
| -------------------------------------------------------------------- | ------------- | --------- | ------------------------------------------------------------------------------------- |
| Sideris Tasiadis                                                     | C-1 (m)       | Zilver    | voorronde: 4de in 92,83 halve finale: 1ste in 98,94 finale: 2de in 98,09              |
| David Schröder Frank Henze                                           | C-2 (m)       | 11e       | voorronde: 11de in 107,50                                                             |
| Hannes Aigner                                                        | K-1 (m)       | Brons     | voorronde: 1ste in 83,49 halve finale: 5de in 97,60 finale: 3d in 94,92               |
|                                                                      |               |           |                                                                                       |
| Jasmin Schornberg                                                    | K-1 (v)       | 5e        | voorronde: 8ste in 102,14 halve finale: 7de in 112,25 finale: 5de in 110,97           |
| Vlakwater                                                            |               |           |                                                                                       |
| Sebastian Brendel                                                    | C-1 1000m (m) | Goud      | serie 2: 3de in 3.56,469 halve finale 1: 1ste in 3.52,122 finale:' 1ste in 3.47,176   |
| Sebastian Brendel                                                    | C-1 200m (m)  | 15e       | serie 2: 2de in 41,511 halve finale 1: 4de in 42,161 finale B: 7de in 45,852          |
| Peter Kretschmer Kurt Kuschela                                       | C-2 1000m (m) | Goud      | serie 1: 1ste in 3.34,435 finale: 1ste in 3.33,804                                    |
| Ronald Rauhe                                                         | K-1 200m (m)  | 8e        | serie 3: 4de in 36,817 halve finale 2: 4de in 36,183 finale: 8ste in 37,553           |
| Max Hoff                                                             | K-1 1000m (m) | Brons     | series: 2e in 3.30,709 · halve finale: 1e in 3.29,294 · finale: in 3.27,759           |
| Ronald Rauhe Jonas Ems                                               | K-2 200m (m)  | 8e        | serie 1: 2de in 32,905 halve finale 2: 2de in 32,662 finale: 8ste in 35,405           |
| Martin Hollstein Andreas Ihle                                        | K-2 1000m (m) | Brons     | serie : 1ste in 3.15,263 finale: 3de in 3.10,117                                      |
| Norman Bröckl Marcus Groß Max Hoff Tim Wieskötter                    | K-4 1000m (m) | 4e        | serie 1: 2de in 2.56,987 halve finale: 2de in 2.53,575 finale: 4de in 2.56,172        |
|                                                                      |               |           |                                                                                       |
| Silke Hörmann                                                        | K-1 200m (v)  | 15e       | serie 3: 4de in 42,697 halve finale 3: 6de in 42,005 finale B: 7de in 45,686          |
| Katrin Wagner-Augustin                                               | K-1 500m (v)  | 9e        | serie 1: 3de in 1.53,438 halve finale 3: 4de in 1.53,241 finale B: 1ste in 1.52,402   |
| Tina Dietze Franziska Weber                                          | K-2 500m (v)  | Goud      | serie 2: 2de in 1.44,195 halve finale 1: 1ste in 1.41,543 finale: 1ste in in 1.42,213 |
| Tina Dietze Carolin Leonhardt Franziska Weber Katrin Wagner-Augustin | K-4 500m (v)  | Zilver    | serie 2: 1ste in 1.31,633 finale: 2de in 1.31,298                                     |

### Moderne vijfkamp
| Olympiër         | Onderdeel | Resultaat | Prestatie   |
| ---------------- | --------- | --------- | ----------- |
| Steffen Gebhardt | mannen    | 5e        | 5756 punten |
| Stefan Köllner   | mannen    | 26e       | 5488 punten |
| Annika Schleu    | vrouwen   | 26e       | 4884 punten |
| Lena Schöneborn  | vrouwen   | 15e       | 5160 punten |

### Paardensport
| Olympiër                                                                          | Onderdeel   | Resultaat | Prestatie |
| Dressuur                                                                          | Dressuur    | Dressuur  | Dressuur |
| --------------------------------------------------------------------------------- | ----------- | --------- | --- |
| Anabel Balkenhol                                                                  | individueel | 19e       | Grand Prix: 24ste met 70,973% Grand Prix Special: 19de met 73.032% |
| Helen Langehanenberg                                                              | individueel | 4e        | Grand Prix: 3de met 81,140% Grand Prix Special: 4de met 78,937% Grand Prix Freestyle: 4de met 84,303%                                                                                            |
| Dorothee Schneider                                                                | individueel | 7e        | Grand Prix: 8ste met 76,277% Grand Prix Special: 6de met 77,571% Grand Prix Freestyle: 7de met 81,661%                                                                                           |
| Kristina Sprehe                                                                   | individueel | 8e        | Grand Prix: 4de met 79,119% Grand Prix Special: 7de met 76,254% Grand Prix Freestyle: 8ste met 81,375%                                                                                           |
| Helen Langehanenberg Dorothee Schneider Kristina Sprehe                           | team        | Zilver    | Grand Prix:' 2de met 78,875% Grand Prix Special: 2de met 77,587% totaal: 78,216% |
| Eventing                                                                          |             |           | |
| Sandra Auffarth                                                                   | individueel | Brons     | 44,80 strafpunten |
| Michael Jung                                                                      | individueel | Goud      | 40,60 strafpunten |
| Ingrid Klimke                                                                     | individueel | 25e       | 48,30 strafpunten |
| Dirk Schrade                                                                      | individueel | 26e       | 50,60 strafpunten |
| Peter Thomsen                                                                     | individueel | 31e       | 71,10 strafpunten |
| Sandra Auffarth Michael Jung Ingrid Klimke Dirk Schrade Peter Thomsen             | team        | Goud      | dressuur: 119,10 strafpunten crosscountry: 20,80 strafpunten jumping: 17 strafpunten totaal: '133,70 strafpunten                                                                                 |
| Springconcours                                                                    |             |           | |
| Christian Ahlmann                                                                 | individueel | 69e       | kwalificatie 1ste ronde: 69ste met 15 strafpunten |
| Marcus Ehning                                                                     | individueel | 12e       | kwalificatie 1ste ronde: 1 strafpunt 2de ronde: 4 strafpunten '3de ronde: 0 strafpunten totaal: 7de met 5 strafpunten finale ronde A: 0 strafpunten ronde B: 9 strafpunten totaal: 9 strafpunten |
| Janne Friederike Meyer                                                            | individueel | 41e       | kwalificatie 1ste ronde: 0 strafpunten 2de ronde: 4 strafpunten 3de ronde: 17 strafpunten totaal: 21 strafpunten                                                                                 |
| Meredith Michael-Beerbaum                                                         | individueel | 23e       | kwalificatie 1ste ronde: 0 strafpunten 2de ronde:' 8 strafpunten 3de ronde: 1 strafpunt totaal: 9 strafpunten finale ronde A: 8 strafpunten totaal: 8 strafpunten                                |
| Christian Ahlmann Marcus Ehning Janne Friederike Meyer Meredith Michaels-Beerbaum | team        | 10e       | 12 strafpunten |

### Roeien
| Olympiër | Onderdeel              | Resultaat | Prestatie |
| --- | ---------------------- | --------- | --- |
| Marcel Hacker | skiff (m)              | 6e        | serie 2: 1ste in 6.43,80 kwartfinale 2: 2de in 6.54,18 halve finale 1: 3de in 7.22,07 finale: 6de in 7.10,21   |
| Linus Lichtschlag Lars Hartig | lichte dubbel-twee (m) | 6e        | serie 4: 2de in 6.49,44 halve finale 1: 3de in 6.37,44 finale: 6de in 6.49,07                                  |
| Eric Knittel Stephan Krüger | dubbel-twee (m)        | 9e        | serie 1: 1ste in 6.17,74 halve finale 1: 4de in 6.22,54 finale B: 3de in 6.23,36                               |
| Anton Braun Felix Drahotta | twee-zonder (m)        | 7e        | serie 3: 4de in 6.30,42 herkansingen: 1ste in 6.22,76 halve finale 1: 5de in 7.02,16 finale B: 1ste in 6.49,93 |
| Karl Schulze Philipp Wende Lauritz Schoof Tim Grohmann                                                                                      | dubbel-vier (m)        | Goud      | serie 3: 1ste in 5.39,69 halve finale 2: 1ste in 6.05,85 finale: 1ste in 5.42,48                               |
| Bastian Seibt Jochen Kühner Martin Kühner Lars Wichert                                                                                      | lichte vier-zonder (m) | 9e        | serie 2: 3de in 5.52,05 halve finale 1: 4de in 6.02,10 finale B: 3de in 6.10,07                                |
| Gregor Hauffe Urs Käufer Toni Seifert Sebastian Schmidt                                                                                     | vier-zonder (m)        | 6e        | serie 1: 2de in 5.49,84 halve finale 2: 3de in 6.04,61 finale: 6de in 6.16,37                                  |
| Filip Adamski Andreas Kuffner Eric Johannesen Maximilian Reinelt Richard Schmidt Lukas Müller Florian Mennigen Kristof Wilke Martin Sauer   | acht (m)               | Goud      | serie 2: 1ste in 5.25,52 finale: 1ste in 5.48,75                                                               |
| |                        |           | |
| Marie-Louise Dräger | skiff (v)              | 11e       | serie 3: 3de in 7.44,23 kwartfinale 1: 3de in 7.52,17 halve finale 1: 6de in 8.01,05 finale B: 5de in 8.11,71  |
| Lena Müller Anja Noske | lichte dubbel-twee (v) | 6e        | serie 3: 2de in 7.19,24 halve finale 1: 3de in 7.10,16 finale: 6de in 7.22,18                                  |
| Tina Manker Stephanie Schiller | dubbel-twee (v)        | 9e        | serie 2: 4de in 7.08,36 herkansingen: 4de in 7.18,37 finale B: 3de in 7.33,32                                  |
| Kerstin Hartmann Marlene Sinnig | twee-zonder (v)        | 6e        | serie 1: 4de in 7.10,28 herkansingen: 2de in 7.10,28 finale: 6de in 7.42,06                                    |
| Julia Richter Carina Bär Annekatrin Thiele Britta Oppelt                                                                                    | dubbel-vier (v)        | Zilver    | serie 1: 1ste in 7.13,62 finale: 2de in 6.38,09                                                                |
| Daniela Schultze Julia Lepke Ronja Schütte Kathrin Thiem Ulrike Sennewald Nadja Drygalla Kathrin Marchand Constanze Siering Laura Schwensen | acht (v)               | 7e        | serie 1: 4de in 6.34,32 herkansingen: 5de in 6.27,69                                                           |

### Schermen
| Olympiër                                            | Onderdeel       | Resultaat | Prestatie |
| --------------------------------------------------- | --------------- | --------- | --- |
| Jörg Fiedler                                        | degen (m)       | 5e        | 1ste ronde: W van USA Thompson: 15-4 2de ronde: W van NED Verwijlen: 15-8 kwartfinale: V van KOR Jung: 11-15                                                                                      |
| Peter Joppich                                       | floret(m)       | 9e        | 1ste ronde: vrij 2de ronde: W van GBR Davis: 15-10 3de ronde: V van EGY Abouelkassem: 10-15 |
| Benjamin Kleibrink                                  | floret(m)       | 17e       | 1ste ronde: vrij 2de ronde: V van JPN Ota: 5-15 |
| Sebastian Bachmann                                  | floret(m)       | 9e        | 1ste ronde: vrij 2de ronde: W van RUS Ganeyev: 15-9 3de ronde: V van ITA Aspromonte: 11-15 |
| Peter Joppich Benjamin Kleibrink Sebastian Bachmann | floret team (m) | Brons     | 1ste ronde: W van Rusland: 44-40 halve finale: V van Japan: 40-41 bronzen finale: W van Verenigde Staten: 45-27                                                                                   |
| Nicolas Limbach                                     | sabel (m)       | 5e        | 1ste ronde: vrij 2de ronde: W van POL Skrodzki: 15-8 3de ronde: W van GER Wagner: 15-7 kwartfinale: V van RUS Kovaljov: 12-15                                                                     |
| Benedikt Wagner                                     | sabel (m)       | 9e        | 1ste ronde: vrij 2de ronde: W van BRA Agresta: 15-6 3de ronde: V van GER Limbach: 7-15 |
| Max Hartung                                         | sabel (m)       | 5e        | 1ste ronde: vrij 2de ronde: W van ITA Tarantino: 15-14 3de ronde: W van KOR Gu: 15-14 kwartfinale: V van HUN Szilagyi: 13-15                                                                      |
| Nicolas Limbach Benedikt Wagner Max Hartung         | sabel team (m)  | 5e        | 1ste ronde: V van Zuid-Korea: 38-45 5-8ste plek: W van Wit-Rusland: 45-40 5-6de plek: W van China: 45-30                                                                                          |
|                                                     |                 |           | |
| Monika Sozanska                                     | degen (v)       | 9e        | 1ste ronde: vrij 2de ronde: W van RUS Kolobova: 15-14 3de ronde: V van KOR Shin: 9-14 |
| Britta Heidemann                                    | degen (v)       | Zilver    | 1ste ronde: vrij 2de ronde: W van ITA Del Carretto: 14-13 3de ronde: W van CHN Li: 14-13 kwartfinale: W van TUN Besbes: 15-12 halve finale: W van KOR Shin: 6-5 finale: V van UKR Sjemjakina: 8-9 |
| Imke Duplitzer                                      | degen (v)       | 17e       | 1ste ronde: W van VEN Martinez: 15-10 2de ronde: V van CHN Sun: 10-15 |
| Monika Sozanska Britta Heidemann Imke Duplitzer     | degen team (v)  | 5e        | kwartfinale: V van China: 42-45 5-8ste plek: W van Oekraïne: 45-36 5-6de plek: W van Roemenië: 45-36                                                                                              |
| Carolin Golubytskyi                                 | floret (v)      | 9e        | 1ste ronde: vrij 2de ronde:' W van COL Garcia: 14-9 3de ronde: V van ITA Di Francisca: 9-15 |
| Alexandra Bujdoso                                   | sabel (v)       | 17e       | 1ste ronde: V van AZE Mikina: 13-15 |

### Schietsport
| Olympiër                  | Onderdeel                  | Resultaat | Prestatie                                                                           |
| ------------------------- | -------------------------- | --------- | ----------------------------------------------------------------------------------- |
| Julian Justus             | 10m luchtgeweer (m)        | 12e       | kwalificatie: 12de met 595 punten (99-100-100-98-100-98)                            |
| Tino Mohaupt              | 10m luchtgeweer (m)        | 25e       | kwalificatie: 25ste met 592 punten (100-99-98-96-99-100)                            |
| Daniel Brodmeier          | 50m geweer 3 houdingen (m) | 32e       | kwalificatie: 32ste met 1156 punten (398-374-384)                                   |
| Maik Eckhardt             | 50m geweer 3 houdingen (m) | 21e       | kwalificatie: 21ste met 1163 punten (397-382-384)                                   |
| Daniel Brodmeier          | 50m geweer liggend (m)     | 5e        | kwalificatie: 4de met 595 punten (98-99-100-100-99-99) finale: 5de met 698,2 punten |
| Maik Eckhardt             | 50m geweer liggend (m)     | 37e       | kwalificatie: 37ste met 589 punten (99-100-98-94-100-98)                            |
| Christian Reitz           | 50m pistool (m)            | 7e        | kwalificatie: 6de met 560 punten (94-94-94-95-92-91) finale: 7de met 654,30 punten  |
| Florian Schmidt           | 50m pistool (m)            | 17e       | kwalificatie: 17de met 557 punten (95-94-91-94-95-88)                               |
| Christian Reitz           | 25m snelvuurpistool (m)    | 6e        | kwalificatie: 6de met 583 punten (292-291) finale: 6de met 13 punten                |
| Ralf Schumann             | 25m snelvuurpistool (m)    | 16e       | kwalificatie: 16de met 577 punten (287-290)                                         |
| Florian Schmidt           | 10m luchtpistool (m)       | 25e       | kwalificatie: 25ste met 575 punten (95-98-95-96-95-96)                              |
| Ralf Buchheim             | skeet (m)                  | 10e       | kwalificatie: 10de met 118 punten (23-21-24-25-25)                                  |
| Karsten Bindrich          | trap (m)                   | 10e       | kwalificatie: 10de met 121 punten (24-25-25-23-23)                                  |
|                           |                            |           |                                                                                     |
| Beate Gauß                | 10m luchtgeweer (v)        | 32e       | kwalificatie: 32ste met 392 punten (96-99-98-99)                                    |
| Jessica Mager             | 10m luchtgeweer (v)        | 20e       | kwalificatie: 20ste met 394 punten (98-99-99-98)                                    |
| Barbara Engleder          | 50m geweer 3 houdingen (v) | 6e        | kwalificatie: 7de met 583 punten (197-194-192) finale: 6de met 680,8 punten         |
| Sonja Pfeilschifter       | 50m geweer 3 houdingen (v) | 19e       | kwalificatie: 19de met 581 punten (198-196-187)                                     |
| Munkhbayar Dorjsuren      | 25m pistool (v)            | 12e       | kwalificatie: 12de met 582 punten (294-288)                                         |
| Claudia Verdicchio-Krause | 25m pistool (v)            | 26e       | kwalificatie: 26ste met 578 punten (289-289)                                        |
| Munkhbayar Dorjsuren      | 10m luchtpistool (v)       | 25e       | kwalificatie: 25ste met 378 punten (95-94-94-95)                                    |
| Claudia Verdicchio-Krause | 10m luchtpistool (v)       | 20e       | kwalificatie: 20ste met 380 punten (95-93-97-95)                                    |
| Christine Wenzel          | skeet (v)                  | 6e        | kwalificatie: 5de met 68 punten (22-23-23) finale: 6de met 89 punten                |
| Sonja Scheibl             | trap (v)                   | 17e       | kwalificatie: 17de met 64 punten (20-22-22)                                         |

### Schoonspringen
| Olympiër                         | Onderdeel               | Resultaat | Prestatie                                                                                            |
| -------------------------------- | ----------------------- | --------- | --- |
| Stephan Feck                     | 3m plank (m)            | 29e       | voorronde: 29ste met 133,80 punten                                                                   |
| Patrick Hausding                 | 3m plank (m)            | 4e        | voorronde: 4de met 477,15 punten halve finale: 6de met 485,55 punten finale: 4de met 505,55 punten   |
| Sascha Klein                     | 10m toren (m)           | 10e       | voorronde: 3de met 525,05 punten halve finale: 8ste met 503,75 punten finale: 10de met 496,30 punten |
| Martin Wolfram                   | 10m toren (m)           | 8e        | voorronde: 4de met 496,80 punten halve finale: 5de met 519 punten finale: 8ste met 506,65 punten     |
| Sascha Klein Patrick Hausding    | 10m toren synchroon (m) | 7e        | 446,07 punten                                                                                        |
|                                  |                         |           | |
| Katja Dieckow                    | 3m plank (v)            | 16e       | voorronde: 12de met 311,70 punten halve finale: 16de met 312,50 punten                               |
| Nora Subschinski                 | 3m plank (v)            | 14e       | voorronde: 15de met 303,90 punten halve finale: 14de met 313,20 punten                               |
| Maria Kurjo                      | 10m toren (v)           | 17e       | voorronde: 16de met 319,65 punten halve finale: 17de met 264,45 punten                               |
| Nora Subschinski                 | 10m toren (v)           | 7e        | voorronde: 3de met 341,75 punten halve finale: 7de met 339,90 punten finale: 7de met 351,35 punten   |
| Nora Subschinski Christin Steuer | 10m toren synchroon (v) | 6e        | 312,78 punten                                                                                        |

### Taekwondo
| Olympiër     | Onderdeel | Resultaat | Prestatie |
| ------------ | --------- | --------- | --- |
| Sümeyye Manz | -49kg (v) | 9e        | 1ste ronde: V van TPE Yang: 3-10 |
| Helena Fromm | -67kg (v) | Brons     | 1ste ronde: W van VIE Linh: 13-1 kwartfinale: V van KOR Hwang: 4-8 herkansingen: W van CIV Gbagbi: 4-3 bronzen finale: W van AUS Marton: 8-2 |

### Tafeltennis
| Olympiër                                    | Onderdeel     | Resultaat | Prestatie |
| ------------------------------------------- | ------------- | --------- | --- |
| Timo Boll                                   | enkelspel (m) | 9e        | 1ste ronde: vrij 2de ronde: vrij 3de ronde: W van IRI Alamian: 4-0 (11-8, 11-5, 12-10, 12-10) 4de ronde: V van ROU Crisan: 1-4 (9-11, 11-8, 13-15, 10-12, 6-11) |
| Dimitrij Ovtcharov                          | enkelspel (m) | Brons     | 1ste ronde: vrij 2de ronde: vrij 3de ronde: W van GBR Drinkhall 4-0 (11-8, 11-5, 11-9, 11-4) 4de ronde: W van AUT Weixing: 4-0 (11-8, 16-14, 11-8, 11-5) kwartfinale: W van DEN Maze: 4-3 (11-8, 12-10, 1-11, 9-11, 9-11, 11-6, 11-9) halve finale: V van CHN Zhang: 1-4 (8-11, 3-11, 11-5, 9-11, 8-11) bronzen finale: W van TPE Chuang: 4-2 (12-10, 9-11, 8-11, 13-11, 11-5, 14-12) |
| Timo Boll Dimitrij Ovtcharov Bastian Steger | team (m)      | Brons     | 1ste ronde: W van Zweden: 3-1 kwartfinale: W van Oostenrijk: 3-0 halve finale: V van China: 1-3 bronzen finale: W van Hongkong: 3-1 |
|                                             |               |           | |
| Kristin Silbereisen                         | enkelspel (v) | 17e       | 1ste ronde: vrij 2de ronde: W van GBR Parker: 4-1 (11-6, 11-7, 7-11, 11-2, 11-4) 3de ronde: V van BLR Pavlovitsj: 2-4 (10-12, 11-13, 11-9, 13-11, 4-11, 7-11) |
| Wu Jiaduo                                   | enkelspel (v) | 9e        | 1ste ronde: vrij 2de ronde: vrij 3de ronde: W van CZE Vacenovská: 4-2 (11-9, 15-13, 8-11, 11-8, 9-11, 11-5) 4de ronde: V van SIN Feng: 2-4 (6-11, 11-7, 5-11, 11-9, 6-11, 6-11) |
| Wu Jiaduo Kristin Silbereisen Irene Ivancan | team (m)      | 5e        | 1ste ronde:' W van Australië: 3-0 kwartfinale: V van Japan: 0-3 |

### Tennis
| Olympiër                            | Onderdeel      | Resultaat | Prestatie |
| ----------------------------------- | -------------- | --------- | --- |
| Philipp Petzschner *                | enkelspel (m)  | 17e       | 1ste ronde: W SVK Lacko: 7-6(5), 6-1 2de ronde: V van SRB Tipsarevic: 6-3, 3-6, 3-6 |
| Christopher Kas Philipp Petzschner  | dubbelspel (m) | 17e       | 1ste ronde: V van RUS Davydenko/Joezjny: 5-7, 5-7 |
|                                     |                |           | |
| Mona Barthel                        | enkelspel (v)  | 33e       | 1ste ronde: V POL Radwanska: 4-6, 3-6 |
| Julia Görges                        | enkelspel (v)  | 9e        | 1st ronde: W van POL Radwanska: 7-5, 6-7(5), 6-4 2de ronde: W van USA Lepchenko:3-6, 5-7 3de ronde: V van RUS Kirilenko: 6-7(5), 3-6 |
| Angelique Kerber                    | enkelspel (v)  | 5e        | 1ste ronde: W van CZE Cetkovska= 6-1, 3-0 opgave 2de ronde: W van HUN Babos: 6-1, 6-1 3de ronde: W van USA Williams: 7-6(5), 7-6(5) kwartfinale: V van BLR Azarenka: 4-6, 5-7                                                                 |
| Sabine Lisicki                      | enkelspel (v)  | 9e        | 1ste ronde: TUN Jabeur: 4-6, 6-0, 7-5 2de ronde: W van KAZ Sjvedova: 4-6, 6-3, 7-5 3de ronde: V van RUS Sjarapova: 7-6(8), 4-6, 3-6 |
| Julia Görges Andrea Petković        | dubbelspel (v) | 9e        | 1ste ronde: W van GBR Baltacha/Keothavong= 6-3, 6-1 2de ronde: V van RUS Makarova/Vesnina: 2-6, 1-6 |
| Angelique Kerber Sabine Lisicki     | dubbelspel (v) | 9e        | 1st ronde: W van GBR Robson/Watson: 1-6, 6-4, 6-3 2de ronde: V van USA S Williams/V Williams: 2-6, 5-7 |
|                                     |                |           | |
| Angelique Kerber Philipp Petzschner | dubbelspel (g) | 9e        | 1ste ronde: V van BLR Azarenka/Mirni: 2-6, 2-6 |
| Sabine Lisicki Christopher Kas      | dubbelspel (g) | 4e        | 1ste ronde: W van USA Huber/B Bryan: 7-6(5), 6-7(5), [10-5] kwartfinale: W van ITA Vinci/Bracciali: 4-6,6-7(2), [10-7] halve finale: V van GBR Robson/Murray: 1-6, 7-6(7), [7-10] bronzen finale: V van USA Raymond/M Bryan: 3-6, 6-4, [4-10] |

* De Kroaat Ivo Karlović moest zich afmelden wegens een voetblessure. Zijn plaats werd ingenomen door Philipp Petzschner.

### Triatlon
| Olympiër       | Onderdeel | Resultaat | Prestatie |
| -------------- | --------- | --------- | --------- |
| Jan Frodeno    | mannen    | 6e        | 1:47.26   |
| Steffen Justus | mannen    | 16e       | 1:49.12   |
| Maik Petzold   | mannen    | 31e       | 1:50.23   |
| Anja Dittmer   | vrouwen   | 12e       | 2:01.38   |
| Svenja Bazlen  | vrouwen   | 32e       | 2:04.11   |
| Anne Haug      | vrouwen   | 11e       | 2:01.35   |

### Volleybal

#### Beach
| Olympiër                      | Onderdeel | Resultaat | Prestatie |
| ----------------------------- | --------- | --------- | --- |
| Julius Brink Jonas Reckermann | mannen    | Goud      | groep C: 1ste W van RUS Prokopjev/Semjonov: 21-19,21-17 W van CHN Wu/Xu: 13-21,21-19,15-8 W van SUI Chevallier/Heyer: 21-14,21-16 2de ronde: W van LAT Sorokins/Samoilovs: 21-12,21-17 kwartfinale: W van BRA Santos/Cunha: 21-15,21-19 halve finale: W van NED Nummerdor/Schuil: 21-14,21-16 finale: W van BRA Cerutti/Rego: 23-21,16-21,16-14 |
| Jonathan Erdmann Kay Matysik  | mannen    | 9e        | groep E: 3de V van LAT Pļaviņš/Šmēdiņš: 21-19,21-23,9-15 V van NED Nummerdor/Schuil: 9-21,16-21 W van VEN Hernandez/Villafane: 20-22,21-16,15-11 2de ronde: V van BRA Cerutti/Rego: 16-21,14-21 |
|                               |           |           | |
| Sara Goller Laura Ludwig      | vrouwen   | 5e        | groep E: 2de W van AUS Bawden/Palmer: 21-18,19-21,15-8 V van BRA Antonelli/Antunes: 19-21,31-29,13-15 W van NED Meppelink/van Gestel: 21-18,21-14 2de ronde: W van GER Holtwick/Semmler: 21-16,21-15 kwartfinale: V van BRA Silva/França: 10-21,19-21                                                                                           |
| Kathrin Holtwick Ilka Semmler | vrouwen   | 9e        | groep A: 2de W van CZE Háječková/Klapalová: 21-16,21-18 V van BRA Silva/França: 18-21,13-21 W van MRI Rigobert/Lo: 21-11,21-10 2de ronde: V van GER Goller/Ludwig: 16-21,15-21 |

#### Zaal
| Olympiër | Onderdeel | Resultaat | Prestatie |
| --- | --------- | --------- | --- |
| Simon Tischer Lukas Kampa Marcus Böhme Max Günthör Christian Dünnes Georg Grozer Jochen Schöps Björn Andrae Sebastian Schwarz Marcus Popp Denis Kaliberda Markus Steuerwald | Mannen    | 5e        | groep B: 4de V van Rusland: 0-3 (29-31, 18-25, 17-25) V van Verenigde Staten: 0-3 (23-25, 16-25, 20-25) W van Servië: 3-2 (22-25, 27-29, 25-18, 25-20, 25-18) W van Tunesië: 3-0 (25-15, 25-16, 25-16) V van Brazilië: 0-3 (21-25, 22-25, 19-25) kwartfinale V van Bulgarije: 0-3 (20-25, 16-25, 14-25) |

| Groep B |                  |             |             |             |             |             |             |        |        |        |        |
| #       | Land             | Wedstrijden | Wedstrijden | Wedstrijden | Wedstrijden | Wedstrijden | Wedstrijden | Punten | Punten | Punten | Punten |
| #       | Land             | G           | W           | V           | SW          | SV          | SR          | SPW    | SPL    | Saldo  | Punten |
| 1       | Verenigde Staten | 5           | 4           | 1           | 14          | 4           | +10         | 427    | 370    | +57    | 13     |
| 2       | Brazilië         | 5           | 4           | 1           | 13          | 5           | +8          | 418    | 379    | +39    | 11     |
| 3       | Rusland          | 5           | 4           | 1           | 12          | 5           | +7          | 408    | 352    | +56    | 11     |
| 4       | Duitsland        | 5           | 2           | 3           | 6           | 11          | -5          | 379    | 388    | -9     | 5      |
| 5       | Servië           | 5           | 1           | 4           | 7           | 13          | -6          | 413    | 455    | -42    | 5      |
| 6       | Tunesië          | 5           | 0           | 5           | 1           | 15          | -14         | 294    | 395    | -101   | 0      |

| Ronde       | Datum  | Plaats           | Land | Score     | Land |
| ----------- | ------ | ---------------- | ---- | --------- | ---- |
| Groepsfase  |        |                  |      |           |      |
| 29 juli     | Londen | Rusland          | 3-0  | Duitsland |      |
| 29 juli     | Londen | Verenigde Staten | 3-0  | Duitsland |      |
| 2 augustus  | Londen | Servië           | 2-3  | Duitsland |      |
| 4 augustus  | Londen | Duitsland        | 3-0  | Tunesië   |      |
| 6 augustus  | Londen | Brazilië         | 3-0  | Duitsland |      |
| Kwartfinale |        |                  |      |           |      |
| 6 augustus  | Londen | Bulgarije        | 3-0  | Duitsland |      |

### Wielersport
| Olympiër                                     | Onderdeel                | Resultaat | Prestatie |
| Baan                                         | Baan                     | Baan      | Baan |
| -------------------------------------------- | ------------------------ | --------- | --- |
| Robert Förstemann                            | sprint (m)               | 7e        | kwalificatie: 4de in 10,072 1ste ronde: W van RSA Esterhuizen: 11,100 2de ronde: V van TRI Phillip: 10,467 herkansingen: W van CZE Kelemen: 10,881 kwartfinale: V van FRA Baugé: 10,300 5-8ste plek: 3de                        |
| Maximilian Levy                              | keirin (m)               | Zilver    | 1ste ronde: 1ste 2de ronde: 1ste finale: 2de |
| Roger Kluge                                  | omnium (m)               | 4e        | vliegende ronde: 11de in 13,571 puntenkoers: 1ste met 79 punten afvalling: 7de individuele achtervolging: 5de in 4.25,554 scratch: 4de tijdrit: 5de in 1.03,144 totaal: 33 punten                                               |
| René Enders Maximilian Levy Stefan Nimke     | teamsprint (m)           | Brons     | kwalificatie: 5de in 43,710 1ste ronde: W van Rusland: 43,178 bronzen finale: W van Australië: 43,209 |
|                                              |                          |           | |
| Kristina Vogel                               | sprint (v)               | 4e        | kwalificatie: 4de in 11,027 1ste ronde: W van FRA Cueff: 11,605 2de ronde: W van UKR Shulika: 11,547 kwartfinale: W van LTU Krupeckaité: 11,541 halve finale: V van GBR Pendleton: 11,481 bronzen finale: V van CHN Guo: 11,532 |
| Kristina Vogel                               | keirin (v)               | 10e       | 1ste ronde: 1ste 2de ronde: 6de 7-12de plek: 4de |
| Kristina Vogel Miriam Welte                  | teamsprint (v)           | Goud      | kwalificatie: 3de in 32,630 1ste ronde: W van Frankrijk: 32,701 finale: W van China: 32,798 |
| Charlotte Becker Lisa Brennauer Judith Arndt | ploegenachtervolging (v) | 8e        | kwalificatie: 7de in 3.22,058 1ste ronde: V van Nederland: 3.20,013 7-8ste plek: V van Wit-Rusland: 3.20,245 |
| BMX                                          |                          |           | |
| Mark Baier                                   | BMX (m)                  | 29e       | plaatsingsronde: 29ste in 40,231 kwartfinale 2: 8ste met 31 punten |
| Luis Brethauer                               | BMX (m)                  | 20e       | plaatsingsronde: 19de in 39,431 kwartfinale 4: 5de met 22 punten |
| Mountainbike                                 |                          |           | |
| Manuel Fumic                                 | mountainbike (m)         | 7e        | 1:30.31 |
| Moritz Milatz                                | mountainbike (m)         | 34e       | 1:38.59 |
| Adelheid Morath                              | mountainbike (v)         | 16e       | 1:37.17 |
| Sabine Spitz                                 | mountainbike (v)         | Zilver    | 1:31.54 |
| Weg                                          |                          |           | |
| Bert Grabsch                                 | tijdrit (m)              | 8e        | 53.18,04 |
| Tony Martin                                  | tijdrit (m)              | Zilver    | 51.21,54 |
| John Degenkolb                               | wegwedstrijd (m)         | 105e      | 5:48.49 |
| Bert Grabsch                                 | wegwedstrijd (m)         | 95e       | 5:46.47 |
| André Greipel                                | wegwedstrijd (m)         | 27e       | 5:46.37 |
| Tony Martin                                  | wegwedstrijd (m)         | DNF       | niet gefinisht |
| Marcel Sieberg                               | wegwedstrijd (m)         | 102e      | 5:47.08 |
|                                              |                          |           | |
| Judith Arndt                                 | tijdrit (v)              | Zilver    | 37.50,29 |
| Trixi Worrack                                | tijdrit (v)              | 9e        | 39.30,73 |
| Judith Arndt                                 | wegwedstrijd (v)         | 37e       | 3:36.28 |
| Charlotte Becker                             | wegwedstrijd (v)         | 43e       | buiten tijd |
| Ina-Yoko Teutenberg                          | wegwedstrijd (v)         | 4e        | 3:35.56 |
| Trixi Worrack                                | wegwedstrijd (v)         | 33e       | 3:36.04 |

### Worstelen
| Olympiër             | Onderdeel   | Resultaat   | Prestatie |
| Vrije stijl          | Vrije stijl | Vrije stijl | Vrije stijl |
| -------------------- | ----------- | ----------- | --- |
| Tim Schleicher       | -60kg (m)   | 10e         | kwalificatie: vrij 1ste ronde: V van AZE Asgarov: 1-3 herkansingen: V van JPN Yumoto: 1-3                                          |
| Nick Matuhin         | -120kg (m)  | 17e         | kwalificatie: vrij 1ste ronde: V van UZB Taymazov: 0-3 herkansingen: V van IRI Ghamesi: 0-3                                        |
|                      |             |             | |
| Alexandra Engelhardt | -48kg (v)   | 11e         | kwalificatie: vrij 1ste ronde: V van VEN Caripa: 1-3                                                                               |
| Grieks-Romeins       |             |             | |
| Frank Stäbler        | -66kg (m)   | 5e          | kwalificatie: vrij 1ste ronde: V van HUN Lorincz: 0-3 herkansingen: W van USA Lester: 3-0 bronzen finale: V van GEO Tskhadaia: 0-3 |

### Zeilen
| Olympiër                             | Onderdeel        | Resultaat | Prestatie                                           |
| ------------------------------------ | ---------------- | --------- | --------------------------------------------------- |
| Toni Wilhelm                         | RS:X (m)         | 4e        | 64 punten: (3-3-4-9-2-5-6-1-15-13-18)               |
| Simon Grotelüschen                   | laser (m)        | 6e        | 92 punten: (14-12-19-3-7-8-19-4-13-10-2)            |
| Ferdinand Gerz Patrick Follmann      | 470 (m)          | 14e       | 105 punten: (13-17-13-16-9-10-11-14-9-10)           |
| Robert Stanjek Frithjof Kleen        | star (m)         | 6e        | 70 punten: (6-9-8-7-4-6-DSQ-11-9-4-6)               |
|                                      |                  |           |                                                     |
| Moana Delle                          | RS:X (v)         | 5e        | 51 punten: (4-5-2-5-9-5-4-9-3-2-12)                 |
| Franziska Goltz                      | laser radial (m) | 26e       | 220 punten: (26-20-26-24-18-DNF-28-15-42-21)        |
| Kathrin Kadelbach Friederike Belcher | 470 (v)          | 8e        | 84 punten: (19-2-7-13-15-5-6-5-14-11-6)             |
|                                      |                  |           |                                                     |
| Tobias Schadewaldt Hannes Baumann    | 49er             | 11e       | 142 punten: (17-5-20-19-15-9-7-14-3-1-10-9-12-13-8) |

### Zwemmen
| Olympiër                                                                             | Onderdeel             | Resultaat | Prestatie                                                                      |
| ------------------------------------------------------------------------------------ | --------------------- | --------- | ------------------------------------------------------------------------------ |
| Marco di Carli                                                                       | 100m vrije slag (m)   | 18e       | serie 7: 6de in 49,03                                                          |
| Paul Biedermann                                                                      | 200m vrije slag (m)   | 5e        | serie 4: 3de in 1.47,27 halve finale 1: 1ste in 1.46,10 finale: 5de in 1.45,53 |
| Clemens Rapp                                                                         | 200m vrije slag (m)   | 24e       | serie 4: 7de in 1.48,75                                                        |
| Paul Biedermann                                                                      | 400m vrije slag (m)   | 12e       | serie 2: 4de in 3.48,50                                                        |
| Jan-Philip Glania                                                                    | 100m rugslag (m)      | 11e       | serie 5: 4de in 54,07 halve finale 2: 6de in 53,90                             |
| Helge Meeuw                                                                          | 100m rugslag (m)      | 6e        | serie 4: 2de in 53,83 halve finale 2: 4de in 53,52 finale: 6de in 53,48        |
| Jan-Philip Glania                                                                    | 200m rugslag (m)      | 10e       | serie 4: 2de in 1.57,01 halve finale 1: 6de in 1.57,43                         |
| Yannick Lebherz                                                                      | 200m rugslag (m)      | 15e       | serie 5: 4de in 1.58,07 halve finale 1: 8ste in 1.58,80                        |
| Hendrik Feldwehr                                                                     | 100m schoolslag (m)   | 21e       | serie 6: 7de in 1.01,00                                                        |
| Christian von Lehm                                                                   | 100m schoolslag (m)   | 19e       | serie 6: 6de in 1.00,78                                                        |
| Marco Koch                                                                           | 200m schoolslag (m)   | 13e       | serie 5: 4de in 2.10,61 halve finale 2: 7de in 2.10,73                         |
| Christian vom Lehn                                                                   | 200m schoolslag (m)   | 12e       | serie 4: 5de in 2.11,66 halve finale 1: 6de in 2.10,50                         |
| Steffen Deibler                                                                      | 100m vlinderslag (m)  | 4e        | serie 5: 3de in 51,92 halve finale 1: 2de in 51,76 finale: 4de in 51,81        |
| Benjamin Starke                                                                      | 100m vlinderslag (m)  | 12e       | serie 4: 4de in 52,36 halve finale 1: 6de in 52,40                             |
| Markus Deibler                                                                       | 200m wisselslag (m)   | 8e        | serie 5: 3de in 1.58,61 halve finale 2: 6de in 1.58,88 finale: 8ste in 1.59,10 |
| Philip Heintz                                                                        | 200m wisselslag (m)   | 27e       | serie 4: 6de in 2.01,32                                                        |
| Yannick Lebherz                                                                      | 400m wisselslag (m)   | 11e       | serie 4: 3de in 4.15,41                                                        |
| Markus Deibler Marco di Carli Christoph Fildebrandt Benjamin Starke                  | 4x100m vrije slag (m) | 6e        | serie 2: 4de in 3.13,51 finale: 6de in 3.13,52                                 |
| Robin Backhaus Paul Biedermann Dimitri Colupaev Clemens Rapp Tim Wallburger          | 4x200m vrije slag (m) | 4e        | serie 1: 2de in 7.09,23 finale: 4de in 7.06,59                                 |
| Steffen Deibler Marco di Carli Hendrik Feldwehr Jan-Philip Glania Christian vom Lehn | 4x100m wisselslag (m) | 6e        | serie 2: 3de in 3.34,28 finale: 6de in 3.33,06                                 |
| Thomas Lurz                                                                          | 10km open water (m)   | Zilver    | 1:49.58,5                                                                      |
| Andreas Waschburger                                                                  | 10km open water (m)   | 8e        | 1:50.44,4                                                                      |
|                                                                                      |                       |           |                                                                                |
| Britta Steffen                                                                       | 50m vrije slag (v)    | 4e        | serie 9: 2de in 24,70 halve finale 1: 2de in 24,57 finale: 4de in 24,46        |
| Daniela Schreiber                                                                    | 100m vrije slag (v)   | 15e       | serie 5: 5de in 54,43 halve finale 1: 7de in 54,39                             |
| Britta Steffen                                                                       | 100m vrije slag (v)   | 12e       | serie 6: 6e in 54,42 halve finale 1: 6de in 54,18                              |
| Silke Lippok                                                                         | 200m vrije slag (v)   | 13e       | serie 5: 5de in 1.58,59 halve finale 2: 7de in 1.58,24                         |
| Jenny Mensing                                                                        | 100m rugslag (v)      | 21e       | serie 6: 7de in 1.00,72                                                        |
| Jenny Mensing                                                                        | 200m rugslag (v)      | 15e       | serie 4: 5de in 2.10,54 halve finale 2: 7de in 2.10,68                         |
| Sarah Poewe                                                                          | 100m schoolslag (v)   | 11e       | serie 6: 3de in 1.07,12 halve finale 2: 5de in 1.07,68                         |
| Caroline Ruhnau                                                                      | 100m schoolslag (v)   | 22e       | serie 5: 7de in 1.08,43                                                        |
| Alexandra Wenk                                                                       | 100m vlinderslag (v)  | 21e       | serie 4: 7de in 58,85                                                          |
| Theresa Michalak                                                                     | 200m wisselslag (v)   | 12e       | serie 3: 4de in 2.12,75 halve finale 2: 7de in 2.13,24                         |
| Silke Lippok Britta Steffen Daniela Schreiber Lisa Vitting                           | 4x100m vrije slag (v) | 9e        | serie 2: 4de in 3.39,16                                                        |
| Annika Bruhn Silke Lippok Theresa Michalak Daniela Schreiber                         | 4x200m vrije slag (v) | 13e       | serie 2: 6de in 7.58,93                                                        |
| Jenny Mensing Caroline Ruhnau Britta Steffen Alexandra Wenk                          | 4x100m wisselslag (v) | 9e        | serie 1: 4de in 3.59,95                                                        |
| Angela Maurer                                                                        | 10km open water (v)   | 5e        | 1:57.52,8                                                                      |

Afghanistan · Albanië · Algerije · Amerikaanse Maagdeneilanden · Amerikaans-Samoa · Andorra · Angola · Antigua en Barbuda · Argentinië · Armenië · Aruba · Australië · Azerbeidzjan · Bahama's · Bahrein · Bangladesh · Barbados · België · Belize · Benin · Bermuda · Bhutan · Bolivia · Bosnië en Herzegovina · Botswana · Brazilië · Britse Maagdeneilanden · Brunei · Bulgarije · Burkina Faso · Burundi · Cambodja · Canada · Centraal-Afrikaanse Republiek · Chili · China · Chinees Taipei · Colombia · Comoren · Congo-Brazzaville · Congo-Kinshasa · Cookeilanden · Costa Rica · Cuba · Cyprus · Denemarken · Djibouti · Dominica · Dominicaanse Republiek · Duitsland · Ecuador · Egypte · El Salvador · Equatoriaal-Guinea · Eritrea · Estland · Ethiopië · Fiji · Filipijnen · Finland · Frankrijk · Gabon · Gambia · Georgië · Ghana · Grenada · Griekenland · Groot-Brittannië · Guam · Guatemala · Guinee · Guinee‑Bissau · Guyana · Haïti · Honduras · Hongarije · Hongkong · Ierland · IJsland · India · Indonesië · Irak · Iran · Israël · Italië · Ivoorkust · Jamaica · Japan · Jemen · Jordanië · Kaaimaneilanden · Kaapverdië · Kameroen · Kazachstan · Kenia · Kirgizië · Kiribati · Koeweit · Kroatië · Laos · Lesotho · Letland · Libanon · Liberia · Libië · Liechtenstein · Litouwen · Luxemburg · Macedonië · Madagaskar · Malawi · Maldiven · Maleisië · Mali · Malta · Marshalleilanden · Marokko · Mauritanië · Mauritius · Mexico · Micronesië · Moldavië · Monaco · Mongolië · Montenegro · Mozambique · Myanmar · Namibië · Nauru · Nederland · Nepal · Nicaragua · Nieuw-Zeeland · Niger · Nigeria · Noord-Korea · Noorwegen · Oeganda · Oekraïne · Oezbekistan · Oman · Oostenrijk · Oost-Timor · Pakistan · Palau · Palestina · Panama · Papoea-Nieuw-Guinea · Paraguay · Peru · Polen · Portugal · Puerto Rico · Qatar · Roemenië · Rusland · Rwanda · Saint Kitts en Nevis · Saint Lucia · Saint Vincent en Grenadines · Salomonseilanden · Samoa · San Marino · Sao Tomé en Principe · Saoedi-Arabië · Senegal · Servië · Seychellen · Sierra Leone · Singapore · Slovenië · Slowakije · Soedan · Somalië · Spanje · Sri Lanka · Suriname · Swaziland · Syrië · Tadzjikistan · Tanzania · Thailand · Togo · Tonga · Trinidad en Tobago · Tsjaad · Tsjechië · Tunesië · Turkije · Turkmenistan · Tuvalu · Uruguay · Vanuatu · Venezuela · Verenigde Arabische Emiraten · Verenigde Staten · Vietnam · Wit-Rusland · Zambia · Zimbabwe · Zuid-Afrika · Zuid-Korea · Zweden · Zwitserland · Onafhankelijke atleten